# Pongpat Liorungrueangkit
Pongpat Liorungrueangkit (thailändisch พงศ์พัทธ์ หลิวรุ่งเรืองกิจ, * 4. Oktober 1996 in Hua Hin), auch bekannt als Messi Sakorn, ist ein thailändischer Fußballspieler.

## Karriere
Pongpat Liorungrueangkit spielte bis 2016 beim damaligen Drittligisten Hua Hin City FC in seiner Geburtsstadt Hua Hin. 2017 wechselte er zu Nakhon Si United FC. Der Club aus Nakhon Si Thammarat spielte in der dritten Liga, der Thai League 3, in der Lower-Region. 2018 wechselte er in die zweite Liga, wo er bis Mitte 2019 für den Samut Sakhon FC aus Samut Sakhon spielte. Zur Rückserie 2019 unterschrieb er einen Vertrag beim Sukhothai FC, einem Verein, der in der ersten Liga, der Thai League, spielte. Mit dem Club aus Sukhothai er bis Ende 2020 siebenmal in der ersten Liga. Ende Dezember 2020 lieh ihn der Zweitligist Chainat Hornbill FC aus Chainat aus. Für Chainat stand er siebenmal in der zweiten Liga auf dem Spielfeld. Zu Beginn der Saison 2021/22 wechselte er zum Bangkoker Zweitligisten Kasetsart FC. Für den Hauptstadtverein stand er 13-mal in der zweiten Liga auf dem Spielfeld. Zur Rückrunde 2021/22 wechselte er im Januar 2022 zum Ligakonkurrenten Muangkan United FC. Für den Verein aus Kanchanaburi absolvierte er 16 Zweitligaspieler. Am Ende der Saison 2021/22 verließ er den Verein. Zur neuen Saison schloss er sich dem ebenfalls in der zweiten Liga spielenden Nakhon Pathom United FC an. Am Ende der Saison 2022/23 feierte er mit Nakhon Pathom die Meisterschaft und den Aufstieg in die erste Liga. Für den Verein aus Nakhon Pathom bestritt er 23 Zweitligaspiele. Im Sommer 2023 wurde sein Vertrag nicht verlängert. Im Juni 2023 unterschrieb er in Kanchanaburi einen Vertrag beim Zweitligaaufsteiger Dragon Pathumwan Kanchanaburi FC. Nach zwölf Ligaspielen für den Verein aus Kanchanaburi wechselte er Anfang Januar 2024 zum ebenfalls in der ersten Liga spielenden Krabi FC. Am Ende der Saison 2023/24 belegte er mit dem Klub aus Krabi den letzten Tabellenplatz und musste somit in die dritte Liga absteigen. Für Krabi bestritt er 16 Ligaspiele. Im Sommer 2024 kehrte er zu seinem ehemaligen Verein Kanchanaburi zurück. Am Ende der Saison 2024/25 belegte er mit dem Verein den vierten Tabellenplatz und qualifizierte sich somit für die Play-off-Spiele zur ersten Liga. Im Halbfinale konnte man sich gegen den fünftplatzierten Mahasarakham SBT FC durchsetzen. Im Finale traf man auf den Phrae United FC. Das Hinspiel im eigenen Stadion gewann man mit 3:2. Das Rückspiel endete 2:2. Kanchanaburi gewann mit insgesamt 5:4 und stieg somit in die erste Liga auf.

## Erfolge
Nakhon Pathom United FC
- Thailändischer Zweitligameister: 2022/23  ▲